# Колючник
Колю́чник (Cymbilaimus) — рід горобцеподібних птахів родини сорокушових (Thamnophilidae). Представники цього роду мешкають в Центральній і Південній Америці.

## Види
Виділяють два види:
- Колючник смугастий (Cymbilaimus lineatus)
- Колючник чубатий (Cymbilaimus sanctaemariae)

## Етимологія
Наукова назва роду Cymbilaimus походить від сполучення слова лат. cymba — човник і наукової назви роду Сорокопуд (Lanius Linnaeus, 1764).